# Dido (Mythologie)

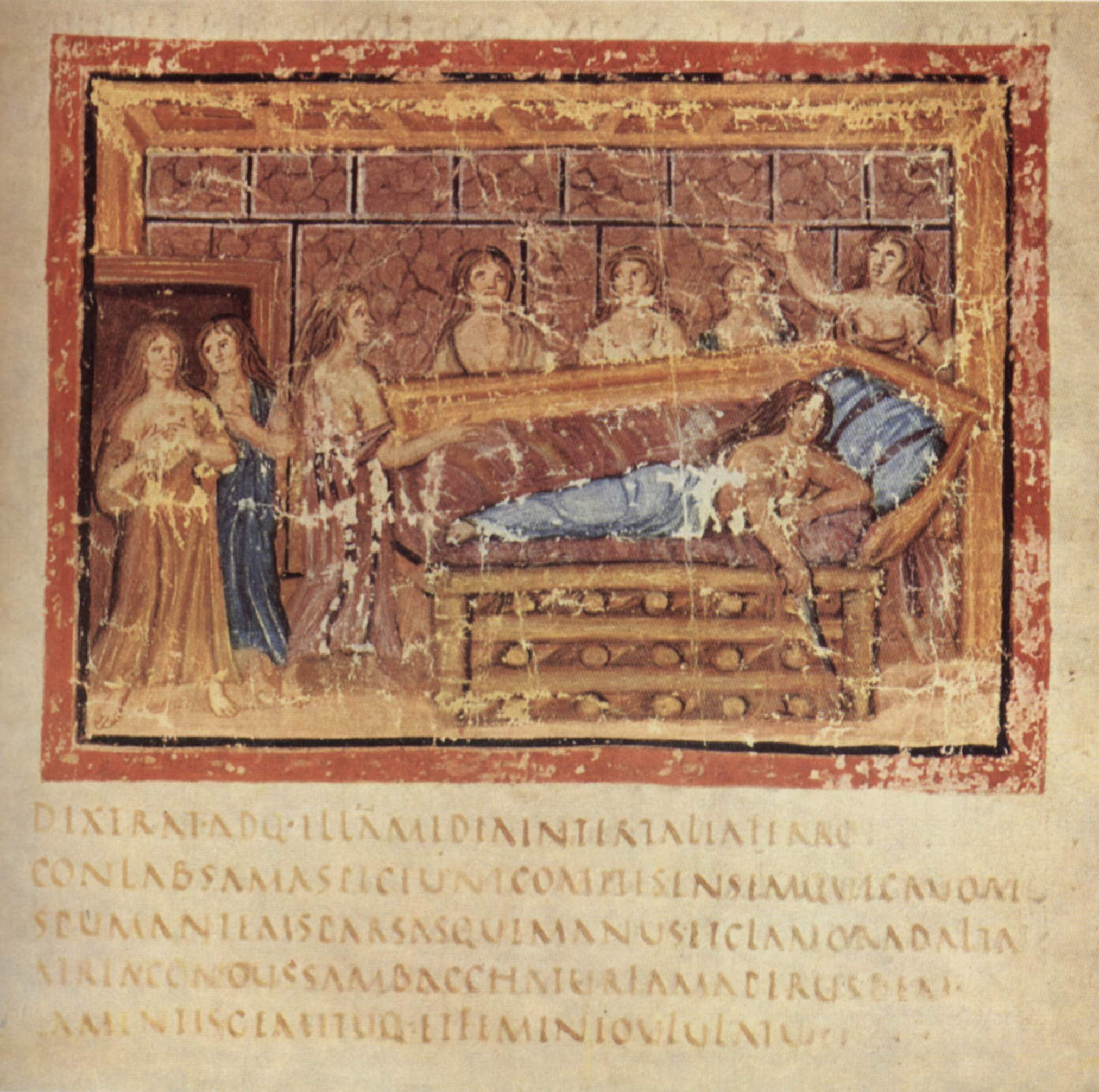
Tod der Dido (Vergilius Vaticanus, ca. 400)

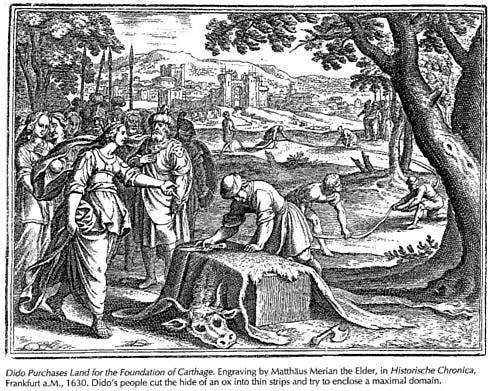
Landkauf der Dido (Matthäus Merian, Historische Chronik, 1630)

Dido (auch Elissa, Elyssa, Alissar o. Ä.) war der Gründungslegende Karthagos nach eine phönizische Prinzessin.

## Mythos
Der römische Geschichtsschreiber Justinus nennt die Gründung Karthagos in Verbindung mit „Elissa“  – lateinisch: Dido –, die eine Tochter des tyrischen Königs Mattan gewesen sein soll. Wegen der Verfolgung durch ihren Bruder Pygmalion floh sie über Zypern an den Golf von Tunis. Der Numiderkönig Iarbas versprach ihr dort so viel Land, wie sie mit einer Kuhhaut umspannen könne. Dido schnitt daraufhin eine Kuhhaut in dünne Streifen, legte diese aneinander und markierte damit ein Territorium (siehe Isoperimetrisches Problem), das die Keimzelle Karthagos, das Gebiet der Byrsa, d. h. der Burg des späteren Karthago, gebildet haben soll. Nach der Gründung Karthagos habe sich Elissa den Göttern selbst auf einem Scheiterhaufen geopfert, um für Wohlstand für die Stadt zu bitten. Nach einer anderen Version der Geschichte wollte Iarbas, der sah, dass sie eine blühende Stadt aufgebaut hatte, Dido zwingen, ihn zum Gatten zu nehmen; daraufhin habe sich Dido verbrannt, um ihrem verstorbenen Gatten treu zu bleiben. Sichere Belege über die Umstände der Gründung Karthagos fehlen vollständig, die Fluchtgeschichte trägt legendenhafte Züge. Ebenfalls umstritten ist das Bestehen eines Elissa-Kults.

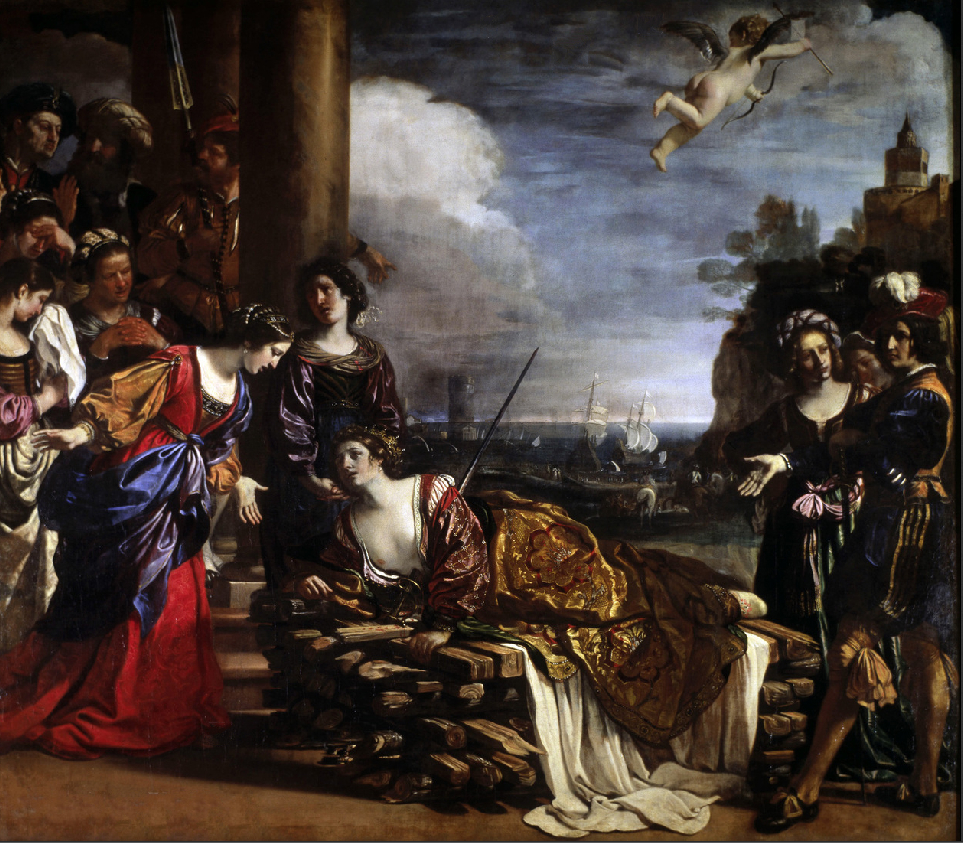
Tod der Dido (Guercino, 1631)

Darüber hinaus ist der Name der Dido mit Aeneas verknüpft. Allerdings erscheint diese Erzählung erst etwa 800 Jahre nach der Gründung Karthagos in Vergils Werk Aeneis, dem Gründungsmythos des Römischen Reiches: Auf der Flucht aus Troja werden Aeneas und seine Gefährten von einem Sturm an die Küste Karthagos getrieben, wo Königin Dido ihn gastlich aufnimmt. Auf Betreiben der Göttinnen Venus, der Mutter von Aeneas, die ihren Sohn auf diese Weise beschützen will, und Juno, die ihn von Italien fernhalten will, verliebt sich Dido unsterblich in Aeneas. Trotz eines Eides, den sie einst abgelegt hatte, sich nie mehr mit einem Mann einzulassen, vereinigt sie sich mit Aeneas während eines Unwetters in einer Höhle. Daraufhin schickt Jupiter den Götterboten Mercurius, um Aeneas an seine Pflichten zu erinnern. So verlässt dieser Karthago und treibt damit Dido in den Selbstmord. Sie ersticht sich mit dem Schwert des Aeneas. Doch zuvor schwört sie Rache und schafft so die Grundlage für den späteren Konflikt zwischen Rom und Karthago, der die Punischen Kriege und die Zerstörung Karthagos zur Folge hatte.

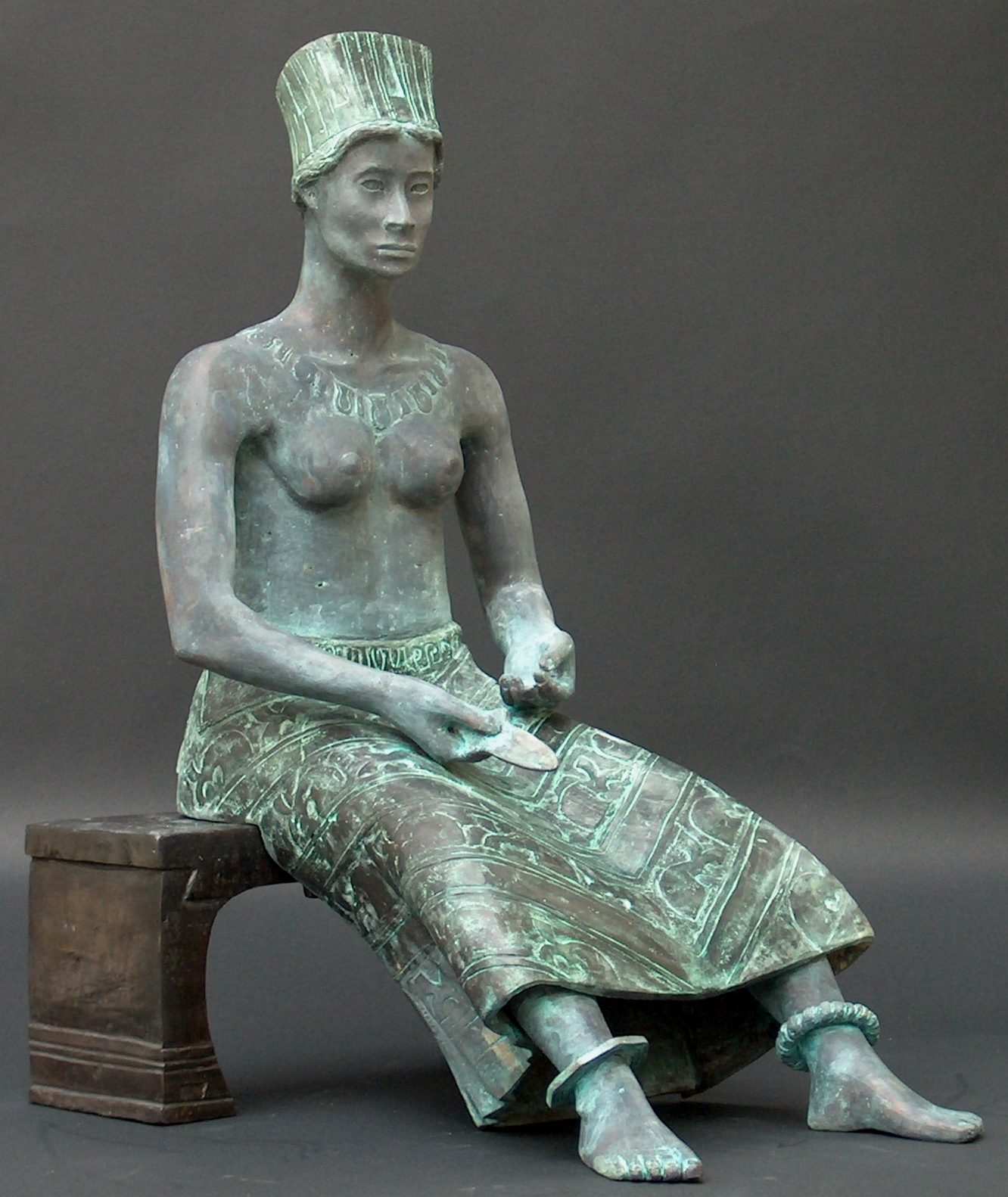
Bronzeskulptur Dido (Christine Jongen, 2008/9)

## Rezeption
Christopher Marlowe verarbeitete den Sagenstoff zu seinem Drama Dido, Queen of Carthage.
Zudem gibt es ungefähr 90 Opern-Vertonungen des Stoffes von der unglücklichen Liebe der Dido zu Aeneas, davon etwa 40 auf das Libretto Didone abbandonata von Pietro Metastasio. Erwähnenswert sind beispielsweise die Metastasio-Vertonung des deutschen Komponisten Johann Adolph Hasse sowie Dido and Aeneas des englischen Komponisten Henry Purcell und Les Troyens von Hector Berlioz. 
Es existieren zahlreiche Darstellungen der Dido aus der europäischen Kunstgeschichte; siehe Abbildungen nebenan.
Im fünften Teil der Computerspiel-Reihe Sid Meier’s Civilization ist Karthago unter Dido eine der spielbaren Zivilisationen. Im Spiel Old World von Mohawk Games ist Dido eine der spielbaren Oberhäupter.
Der Mount Dido in der Antarktis ist nach ihr benannt.
Die britische Sängerin Florian Cloud de Bounevialle O’Malley Armstrong nennt sich Dido nach der legendären karthagischen Königin.